# Otakar Kubín
Otakar Kubín (ur. 22 października 1883 w Boskovicach, zm. 7 października 1969 w Marsylii) – czeski malarz, rzeźbiarz i grafik. Jego prace były związane głównie z impresjonizmem.
Studiował w Pradze i Antwerpii, a w 1907 został członkiem grupy artystycznej Osma. W jego twórczości widoczne jest zainteresowanie kubizmem, ale działał na uboczu nurtu grupy Skupina výtvarných umělcoů. Od 1912 pełnił wiele funkcji w stowarzyszeniach artystycznych S.V.U. Mánes.
W 1912 zamieszkał na stałe we Francji, nie zerwał kontaktów z czeskim środowiskiem artystycznym. Brał udział w Salonie Niezależnych w Paryżu oraz wystawie grupy Budnowyj walet w Moskwie. W 1914 odbyła się jego monografia w galerii Der Sturm. W 1919 Kubín zmienił styl i zbliżył się do klasycyzmu. W 1952 wrócił do rodzinnych Boskovic, a po upływie czasu wyruszył w drogę powrotną do Francji.
Kubín został pochowany w miejscowości Apt we Francji.